# HD 106906 b
1. 1 2  Paul Kalas (10 Dec 2020). "First Detection of Orbital Motion for HD 106906 b: A Wide-separation Exoplanet on a Planet Nine–like Orbit". The Astronomical Journal (بالإنجليزية). 161 (1): 22. arXiv:2012.04712. Bibcode:2021AJ....161...22N. DOI:10.3847/1538-3881/ABC012. ISSN:0004-6256. QID:Q113364532.{{استشهاد بدورية محكمة}}:  صيانة الاستشهاد: دوي مجاني غير معلم (link)

أتش دي 106906 بي (بالإنجليزية: HD 106906 b)‏ هو عبارة عن مصحوب كواكب ذو كواكب مصورة مباشرة ومرشح خارج المجموعة الشمسية يدور حول النجم HD 106906، في كوكبة صليب الجنوب على بعد حوالي 300 سنة ضوئية من الأرض ويقدر بحوالي 11 مرة من كتلة المشتري وتقع على بعد حوالي 650 وحدة فلكية أو ما يقرب من 97 مليار كيلومتر (60 مليار ميل)، بعيدآ عن نجمه المضيف. HD 106906 b فريدة من نوعها للعلوم؛ في حين ان تقدير كتلته متناسق اسميا مع تعريفه ككوكب خارجي، فإنه يظهر عند فصل أوسع بكثير عن نجمه الأم عما كان متوقعًا للتكوين في الموقع من قرص كواكب أولية.

## الوصف
HD 106906 b هو الرفيق المعروف الوحيد الذي يدور حول النجم HD 106906، وهو من نجوم النوع-F مع حوالي 1.5 مرة من كتلة الشمس و 6 أضعاف لمعانها.
استنادًا إلى لمعان النجم ودرجة الحرارة، يقدر عمر النظام حوالي 13 مليون سنة. النظام هو عضو محتمل في جمعية Scorpius – Centaurus. يحاط النجم بقرص حطام ضخم ومضخم في فصل أصغر بكثير من HD 106906 b.
استناداً إلى التوزيع الطيفي للطاقة القريبة من الأشعة تحت الحمراء. وعمرها ونماذجها التطورية ذات الصلة يقدر ان يكون HD 106906 b مقداره 11 مرة كتلة كوكب المشتري
مع درجة حرارة سطح 1800 كي (1500 درجة مئوية، 2800 درجة فهرنهايت) درجة الحرارة السطحية العالية وهي من اثار تكوينها الحديث تعطيها لمعانًا يبلغ حوالي 0.02٪ من الشمس
في حين ان كتلته ودرجة حرارته تشبه غيرها من الكواكب / الكواكب الخارجية الأخرى مثل beta Pictoris b أو 1RXS J160929.1-210524، فإن فصلها المتوقع عن النجم هو أكبر بكثير حوالي 650 وحدة فلكية يعطيها واحدة من اوسع المدارات لاي من مرافقي الكواكب المعروفين حاليآ.
القياسات التي تم الحصول عليها حتى الآن ليست كافية لتقييم خصائصها المدارية. إذا كانت درجة انحرافه كبيرة بما فيه الكفاية، فقد يقترب من الحافة الخارجية للقرص الحطام الأساسي بشكل وثيق بما فيه الكفاية للتفاعل معه في periastron. في مثل هذه الحالة، سيتم اقتطاع المدى الخارجي للقرص الحطام على الحافة الداخلية لكوكب HD 106906 b في periastron ، أو عند periastron ناقص 15 AU بحد أقصى 120 AU
قام فريق الاكتشاف بتقييم امكانية عدم ارتباط HD 106906 B بقوة الجاذبية بـHD 106906 ولكن يرى بالقرب منه على طول خط نظرنا ويتحرك في نفس الاتجاه عن طريق الصدفة وتم العثور على احتمالات مثل هذه المصادفة لتكون اقل من 0.01 ٪.